# O tjom jesjjo govorjat muzjtjiny
O tjom jesjjo govorjat muzjtjiny (russisk: О чём ещё говорят мужчины) er en russisk spillefilm fra 2011 af Dmitrij Djatjenko.

## Medvirkende
- Leonid Barats som Ljosja
- Aleksandr Demidov som Sasja
- Kamil Larin som Kamil
- Rostislav Khait som Slava